# L'Hourloupe
L'Hourloupe est un ensemble de travaux réalisés par Jean Dubuffet de 1962 à 1974, et qu'il a poursuivi jusqu'en 1983, deux ans avant sa mort. Le mot « hourloupe » a été inventé par l'artiste pour qualifier sa série nouvelle manière dont divers éléments ont été présentés à Venise au Palazzo Grassi sur le Grand Canal en 1964. L'Hourloupe comprend des huiles sur toile, dessins, praticables, assemblages, sculptures, architectures, constructions, avec trois couleurs essentielles : rouge, bleu et blanc. Les œuvres sont caractérisées au fil des ans de plus en plus nettement par des rayures et des hachures qui sont la marque de Jean Dubuffet dans les vingt et une années à venir, jusqu'à sa mort en 1985.

## L'origine du mot
Dans les biographies de Dubuffet, diverses interprétations sont données sur l'origine du mot « hourloupe ». Le texte de la fondation Dubuffet l'explique ainsi « Le mot Hourloupe était le titre d'un petit livre publié récemment et dans lequel figuraient, avec un texte en jargon, des reproductions de dessins aux stylobille rouge et bleu. Je l'associais, par assonance, à hurler, hululer, loup , Riquet à la Houppe et le titre Le Horla du livre de Maupassant inspiré d'égarement mental. »  Selon Jean-Louis Ferrier Yann Le Pichon, Hourloupe est mot-valise composé du mot « loup » et d'« entourloupe ».
Le mot « hourloupe » est définitivement acquis en 1962 dans l'univers de Dubuffet. Il figure sur la page de titre d'un texte calligraphié et illustré de dessins au stylo à bille noir rouge et bleu, sur fond noir, intitulé L'Hourloupe 16 × 12,5 cm, réalisé du 15 au 25 juillet 1962. Les neuf pages calligraphiées comprennent des dessins représentant des "animaux" version Dubuffet avec rayures encore peu prononcées : "Taurot Panachet" page 1, "Canare" page3, ou des objets : "Caftiaire" page 4, ou des personnages : "Santinaile", p. 5 "Cerviteure", p. 8,  Chaçeurd, p. 9.

## Les peintures et assemblages
D'abord développé en huiles sur toiles  en plusieurs couleurs  de grand format: 
- Automobile à la route noire, août 1963, huile sur toile 195 × 150 cm, localisation inconnue[7].
- Être et paraître, juillet 1963, huile sur toile, 195 × 150 cm, localisation inconnue[8].
- La Marée d'Hourloupe, 1963, huile sur toile, 200 × 300 cm, localisation inconnue[9].

En 1964, Dubuffet montre ses travaux récents au Palazzo Grassi lors de la Biennale de Venise. Il a rompu avec les Matériologies et les études de sol pour travailler sur le thème du tissu urbain, des foules, le tout emmêlé dans des couleurs vives et des sinuosités comme : Légende de la rue. Les travaux de cette série qui comprend des toiles, des encres de couleurs, des sculptures et des assemblages sont réunis sous le nom de L'Hourloupe . Gaëtan Picon y voit une suite des Matériologies et de Paris-Circus dont Légende de rue fait partie, Paris-Circus étant l'ensemble des tableaux sur les foules et la ville . 

« En répondant au téléphone Jean laisse courir sur le papier son stylobille rouge, d'où les dessins semi-automatiques qu'il barde de rayures rouges et bleues. Découpant ces figures, il les pose ensuite sur fond noir et en tire un petit livre de vingt-six pages de texte jargonnant, chaque page étant ornée d'un dessin au stylo à bille . »

Bientôt, L'Hourloupe atteint des proportions de plus en plus grandes en même temps que se réduisent les couleurs:  
- Nunx Stans., 1965, Vinyle sur toile, 162 × 829 cm, musée Solomon R. Guggenheim, New York

C'est par les rayures que Dubuffet réunit ensuite ses figures.  Caballero, 1965, vinyle sur papier entoilé 1965, 99 × 68,5 cm. À partir de 1967-68, il se livre aux découpes peintes auxquelles il donne le nom de « peintures monumentées ». L'Hourloupe est en réalité le nom provisoire d'un long travail qui va de 1962 à 1974, mais qui se prolonge bien au-delà dans ses sculptures, ses monuments et jusqu'à la fin de sa vie, le dernier étant Tour aux figures  dont il a réalisé la maquette en 1967, commencé  la construction en 1983,  deux ans avant sa mort.

## Les assemblages vivants
De mars 1971 à  décembre 1973, Dubuffet se met à animer ses assemblages de L'Hourloupe. Des morceaux hachurés composent des formes qu'il désigne sous le nom de "praticables", parce que ces dessins vont bouger : ils constituent les costumes de comédiens pour le spectacle Coucou bazar, qui sont des sculptures en mouvement.
Le spectacle a été présenté en 1973 à Paris , et en 2013 au Musée des arts décoratifs de Paris,
Il est construit à partir de plusieurs personnages dont notamment. : 
- "Perce Culotte", mars 1972, peinture acrylique sur klégécell (chlorure de polyvinyle expansé) 187 × 103 cm
- "Le Convulsioniste", juillet 1973 peinture acrylique sur klégécell (chlorure de polyvinyle expansé), 226 × 118 cm
- "Le Soldat", septembre 1973, bristol d'epoxy et polyuréthane 225 × 170 × 75 cm
- "Le Tromphateur", septembre 1973, bristol d'epoxy et polyuréthane 260 × 145 × 655 cm[16].

## Sculptures, architectures et parc de sculptures
Les Principales réalisations monumentales sont répertoriées et décrites sur le site de la Fondation Dubuffet d'où les articles suivants ont tiré leur documentation en grande partie.
- Le Bel costumé
- Chaufferie avec cheminée
- Closerie Falbala
- Groupe de quatre arbres
- Tour aux figures (construction post-mortem)

Il a aussi exécuté un groupe monumental de sculptures : Monument à la bête debout pour la ville de Chicago où l'ensemble de l'Hourloupe  était très aimé, et où les travaux de Dubuffet étaient très appréciés. Le Art Institut of Chicago a acquis plusieurs œuvres de l'artiste dès les années 1950.
La série  des sculptures de l'Hourloupe comprend aussi les peintures monumentées qui sont des transferts de peinture sur des formes.